# Hafiz Saeed
Pour les articles homonymes, voir Saeed.
Hafiz Muhammad Saeed, plus simplement Hafiz Saeed ou Hafeez Saeed (en ourdou : حافظ محمد سعید), né le 5 juin 1950 à Sargodha, dans la province du Pendjab, est un militant pakistanais. Il est le fondateur et dirigeant de l'organisation Jamaatud Dawa et du groupe armé qui lui est lié, Lashkar-e-Toiba, depuis 1985. Fondamentaliste islamiste, il milite surtout pour l'intégration du Cachemire au Pakistan. 
Après des études en Arabie saoudite, Hafiz Saeed fonde ses organisations pour s'engager dans la guerre d'Afghanistan contre le gouvernement communiste. Il a ensuite redirigé ses actions dans le Cachemire indien et est accusé de nombreux attentats en Inde, notamment les attaques de 2008 à Bombay. Il est considéré comme un terroriste par les États-Unis et l'Inde, qui critiquent l'indulgence des autorités pakistanaises à son égard.

## Jeunesse

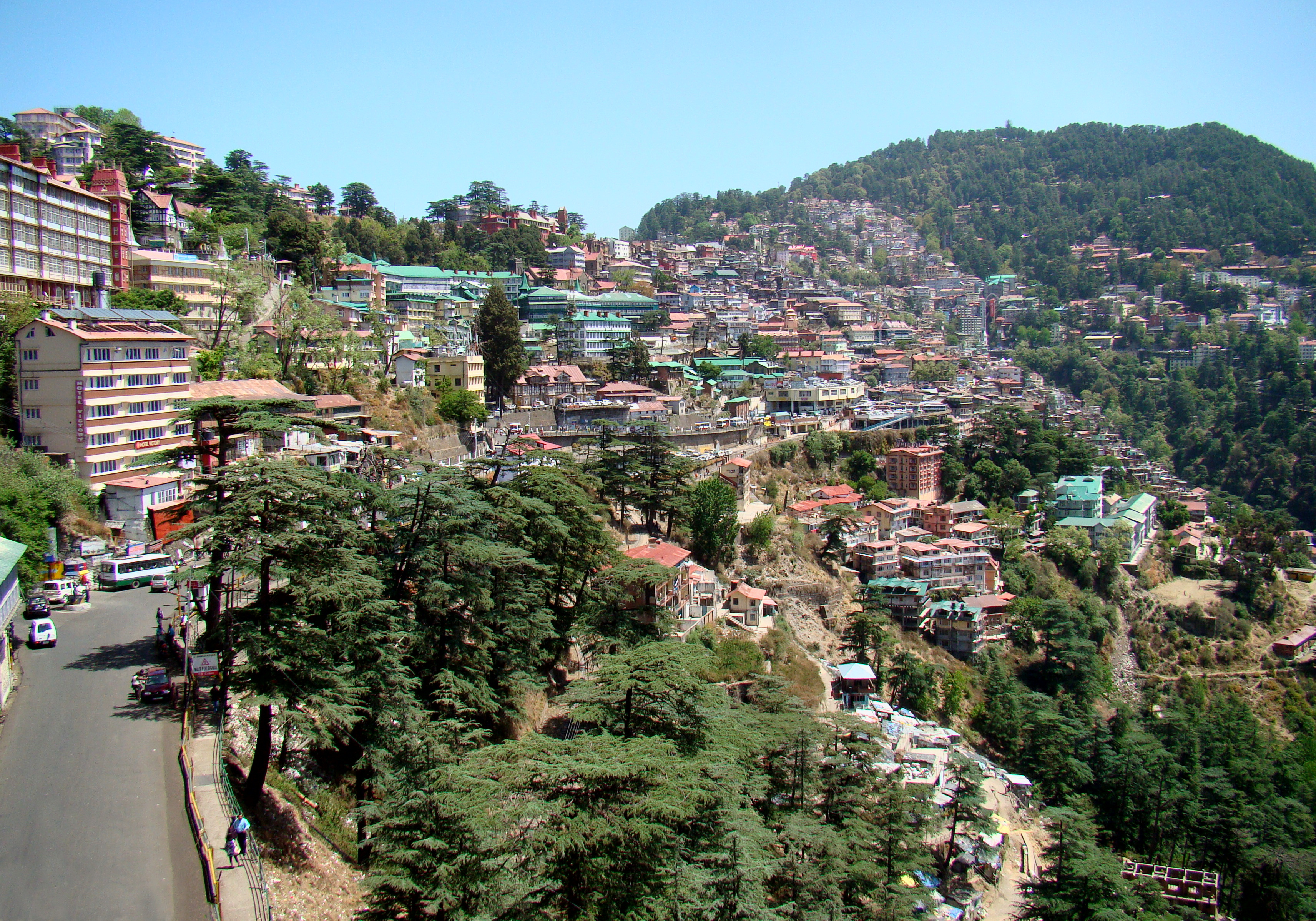
La famille de Hafiz Saeed a dû quitter Shimla lors de la partition des Indes.

Hafiz Muhammad Saeed est né le 5 juin 1950 dans la ville de Sargodha, située dans le nord de la province pakistanaise du Pendjab. Il est originaire d'une famille musulmane conservatrice originaire de Shimla. Aujourd'hui située en Inde, sa famille a dû quitter cette ville lors de la violente partition des Indes de 1947. Dans un contexte de fortes violences religieuses, près de 36 membres de sa famille sont tués dans les affrontements communautaires en tentant de rejoindre le Pakistan.
Au début des années 1980, Hafiz Saeed part en Arabie saoudite pour y poursuivre ses études. C'est dans ce pays qu'il est attiré par le « djihad » en Afghanistan, sous l'influence de ses enseignants religieux,. Rentré au Pakistan, il est nommé membre du Conseil de l'idéologie islamique par le président Muhammad Zia-ul-Haq et obtient plus tard un poste à l'Université de technologie de Lahore.

## Activisme

### Débuts en Afghanistan
En 1985, Hafiz Saeed fonde l'organisation Jamaatud Dawa (ou de son nom complet Jamaat-ud-Dawa wal-Irshad), un réseau de propagande religieuse islamiste créé dans le but de soutenir le « djihad » contre l'invasion soviétique de l'Afghanistan. Cette organisation est cofondée avec Abdallah Azzam, un combattant djihadiste palestinien. Après le retrait soviétique en 1989, la guerre se poursuit contre le gouvernement communiste et Hafiz Saeed fonde en 1990 le groupe armé Lashkar-e-Toiba dans la province afghane de Kounar. Après la victoire des insurgés en 1992 et la proclamation de l'État islamique d'Afghanistan, le groupe se tourne vers l'activisme au Cachemire contre l'Inde. Saeed organise notamment des infiltrations le long de la frontière indo-pakistanaise au Cachemire et tente de se structurer avec des organisations pro-Pakistan situées du côté indien. Dans ces opérations, il est largement soupçonné avoir le soutien secret de l'armée pakistanaise et notamment de l'Inter-Services Intelligence (ISI), les services secrets militaires. Il est par ailleurs également soupçonné d'être financé depuis des pays du Moyen-Orient.

### Actions contre l'Inde
Son groupe est considéré comme terroriste par l'Inde, et tombe sous une pression accrue après l'attaque du 22 décembre 2000 du Fort Rouge de Delhi. Dans ce contexte, il est arrêté par les autorités pakistanaises mais relâché à peine trois mois plus tard. En janvier 2002, Lashkar-e-Toiba est interdit par le gouvernement pakistanais sur ordre du président Pervez Musharraf et notamment sous la pression des États-Unis. Hafiz Saeed refonde alors son organisation Jamaatud Dawa au sein de laquelle il est accusé de poursuivre ses actions, en plus d'actions caritatives au Pakistan qui lui confèrent une certaine popularité. Alors que les autorités pakistanaises font de plus en plus face à des actions violentes de la part d'activiste islamistes, le groupe Lashkar-e-Toiba est considéré comme étant resté relativement loyal au pouvoir en concentrant uniquement ses actions en Inde. Hafiz Saeed est notamment soupçonné d'avoir aidé les autorités dans l'arrestation de certains membres d'al-Qaida, provoquant l'hostilité des groupes anti-gouvernementaux proches des talibans pakistanais. Il est toutefois de nouveau arrêté en août 2006 mais libéré en décembre de la même année. 

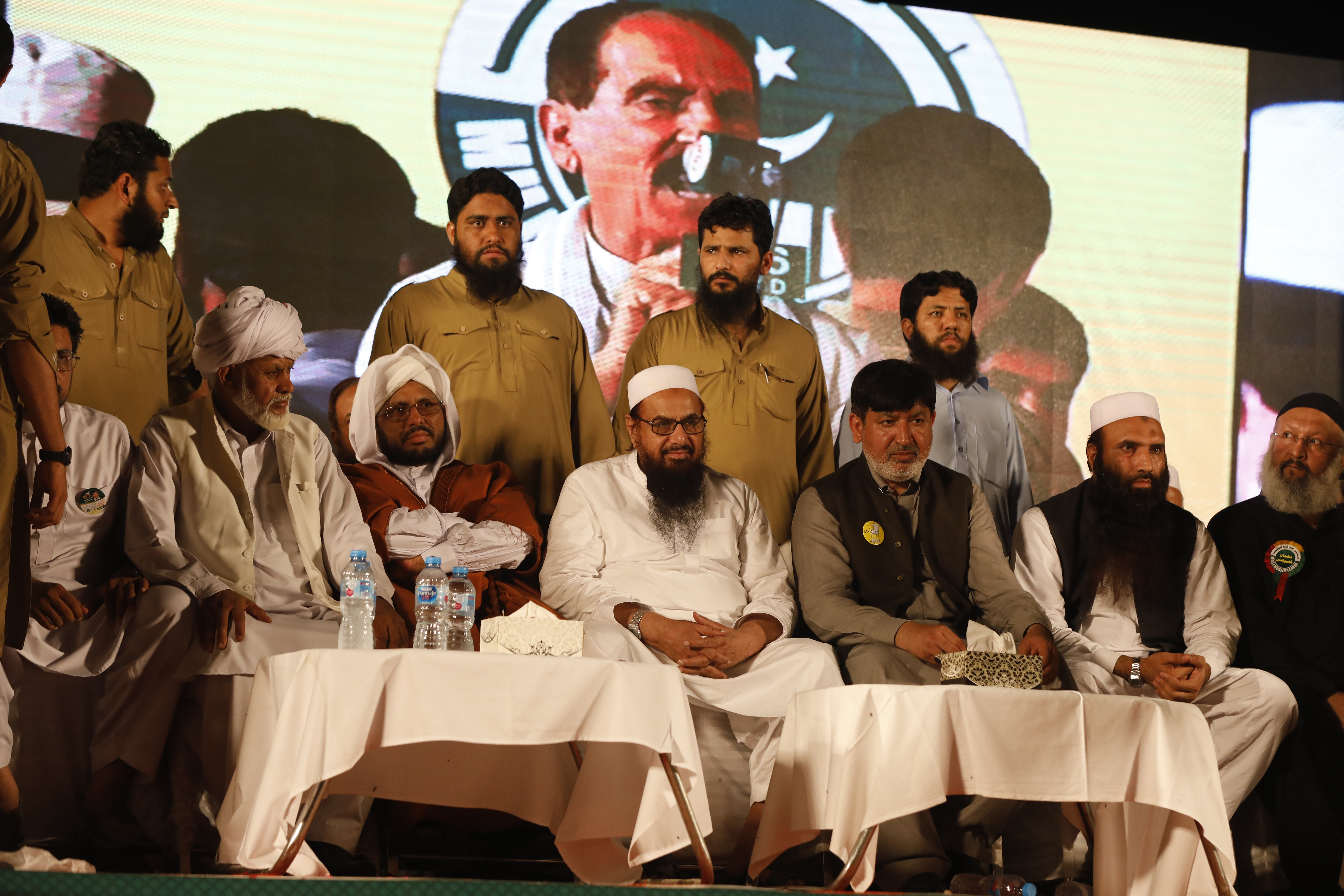
Hafiz Saeed en meeting lors des élections législatives de 2018.

Les pressions internationales se renforcent après les attaques à Bombay du 26 au 29 novembre 2008 qui font près de 200 morts et dont Hafiz Saeed est largement accusé en être le commanditaire, ce qu'il dément. Son organisation Jamaatud Dawa est alors classée comme terroriste par le Conseil de sécurité des Nations unies. Ce dernier place ensuite Hafiz Saeed en résidence surveillée, mais il est libéré six mois plus tard par une décision de justice,. En 2012, les États-Unis mettent sa tête à prix pour dix millions de dollars.
En janvier 2017, il est de nouveau placé en résidence surveillée à Lahore pour une période de trois mois, qui est renouvelée plusieurs fois, notamment sous la pression des États-Unis qui menacent de retirer leur aide au pays. Sa libération est toutefois de nouveau ordonnée par la justice en novembre 2017, les juges ayant estimé que le gouvernement du Pendjab n'avait fourni aucune preuve de sa culpabilité. En 2015, son organisation avait été placée sous la surveillance des autorités pakistanaises, mais Hafiz Saeed est accusé d'agir depuis plusieurs autres noms d'organisations parapluies du Lashkar-e-Toiba, comme le Falah-e-Insaniyat. Il dirige même une branche politique, le Milli Muslim League fondé en 2002. Ce dernier s'est notamment présenté lors des élections législatives de 2018 sous l'étiquette du « mouvement Allah-o-Akbar » et a réuni 172 120 voix, soit 0,33 % de l'électorat,,.